# Paco Llorente
Francisco „Paco” Llorente Gento (ur. 21 maja 1965 w Valladolid) – piłkarz hiszpański grający na pozycji bocznego pomocnika. W swojej karierze 1 raz wystąpił w reprezentacji Hiszpanii i strzelił w niej 1 gola. Jest bratankiem Francisco Gento, byłego piłkarza Realu Madryt i 43-krotnego reprezentanta kraju.

## Kariera klubowa
Karierę piłkarską Llorente rozpoczął w klubie Urbis. Następnie podjął treningi w Real Madryt oraz CD Móstoles. W 1985 roku stał się zawodnikiem Atlético Madryt B i w 1985 roku grał w nich w Segunda División. W połowie 1985 roku awansował do kadry pierwszego zespołu Atlético. 5 kwietnia 1986 zadebiutował w Primera División w wygranym 1:0 domowym spotkaniu z UD Las Palmas. W sezonie 1986/1987 zaczął występować w pierwszym składzie Atlético. 13 września 1986 w meczu z RCD Mallorca (3:4) strzelił swojego pierwszego gola w pierwszej lidze Hiszpanii.
Latem 1987 roku Llorente przeszedł z Atlético do lokalnego rywala, Realu Madryt, prowadzonego przez Leo Beenhakkera. W Realu swój debiut zanotował 29 sierpnia 1987 w meczu z Cádizem CF (4:0). Przez pierwsze trzy sezony na ogół grał w pierwszym składzie Realu, jednak stracił je już za trenerskich kadencji Johna Toshacka i Alfredo Di Stéfano. Do 1994 roku pełnił rolę rezerwowego. Z Realem trzykrotnie wywalczył mistrzostwo Hiszpanii w latach 1988, 1989 i 1990, dwukrotnie zdobył Puchar Króla (1990, 1993) oraz czterokrotnie Superpuchar Hiszpanii (1988, 1989, 1990, 1993).
W 1994 roku Llorente odszedł z Realu do beniaminka Primera División SD Compostela, w którym zadebiutował 4 lutego 1995 w meczu z Realem Sociedad (1:1). W 1998 roku spadł z Compostelą do Segunda División i po degradacji zdecydował się zakończyć karierę piłkarską.
| Sezon   | Klub              | Kraj      | Rozgrywki        | Mecze | Bramki |
| ------- | ----------------- | --------- | ---------------- | ----- | ------ |
| 1984/85 | Atlético Madryt B | Hiszpania | Segunda División | ?     | ?      |
| 1985/86 | Atlético Madryt   | Hiszpania | Primera División | 3     | 0      |
| 1986/87 | Atlético Madryt   | Hiszpania | Primera División | 26    | 3      |
| 1987/88 | Real Madryt       | Hiszpania | Primera División | 22    | 2      |
| 1988/89 | Real Madryt       | Hiszpania | Primera División | 24    | 3      |
| 1989/90 | Real Madryt       | Hiszpania | Primera División | 23    | 1      |
| 1990/91 | Real Madryt       | Hiszpania | Primera División | 6     | 0      |
| 1991/92 | Real Madryt       | Hiszpania | Primera División | 18    | 2      |
| 1992/93 | Real Madryt       | Hiszpania | Primera División | 8     | 0      |
| 1993/94 | Real Madryt       | Hiszpania | Primera División | 4     | 0      |
| 1994/95 | SD Compostela     | Hiszpania | Primera División | 16    | 1      |
| 1995/96 | SD Compostela     | Hiszpania | Primera División | 11    | 0      |
| 1996/97 | SD Compostela     | Hiszpania | Primera División | 18    | 0      |
| 1997/98 | SD Compostela     | Hiszpania | Primera División | 27    | 1      |

## Kariera reprezentacyjna
W swojej karierze Llorente grał w reprezentacji Hiszpanii U-21 oraz U-23. W dorosłej reprezentacji swoje jedyne spotkanie rozegrał 18 listopada 1987 roku w ramach eliminacji do MŚ 1990. Hiszpania wygrała 5:0 z Albanią, a Llorente zdobył jedną z bramek.

## Sukcesy
- Mistrzostwo Hiszpanii (3)

Real Madryt: 1987/1988, 1988/1989, 1989/1990
- Puchar Króla (2)

Real Madryt: 1990, 1993
- Superpuchar Hiszpanii (4)

Real Madryt: 1988, 1989, 1990, 1993